# Ekanit Panya
Ekanit Panya (en thaï : เอกนิษฐ์ ปัญญา), né le 21 octobre 1999 à Chiang Mai en Thaïlande, est un footballeur international thaïlandais évoluant au poste de milieu offensif au Ehime

## Biographie

### En club
Né à Chiang Mai en Thaïlande, Ekanit Panya est formé par le club local du Chiangrai United. Il joue son premier match en professionnel à seulement 15 ans, le 26 septembre 2015, lors d'une rencontre de championnat, face au Sisaket F.C. (en). Il entre en jeu, et son équipe s'impose par trois buts à zéro. Lors de la journée suivante, le 18 octobre 2015, Panya inscrit son premier but en professionnel, contre le Muangthong United. Si son équipe s'incline ce jour-là (4-1 score final), Panya établit un record en devenant avec ce but le plus jeune buteur du championnat thaïlandais, à 15 ans, 11 mois et 28 jours,.
Le 2 janvier 2022, Ekanit Panya est prêté au Chiangmai United F.C. (en).
Le 7 juillet 2022, Ekanit Panya rejoint le Muangthong United. Il choisit de porter le numéro 7 et signe un contrat de quatre ans avec son nouveau club.
Le 24 juillet 2023, Ekanit Panya est prêté jusqu'à la fin de l'année au Urawa Red Diamonds.

### En sélection
Le 10 septembre 2019, Ekanit Panya honore sa première sélection avec l'équipe nationale de Thaïlande contre l'Indonésie. Il est titularisé et son équipe s'impose par trois buts à zéro. Pour sa troisième sélection, le 15 octobre 2019 face aux Émirats arabes unis, Panya inscrit son premier but. Il délivre tout d'abord une passe décisive pour Teerasil Dangda avant de doubler la mise, et d'ainsi contribuer à la victoire des siens (2-1).